# Condalia buxifolia
Condalia buxifolia, piquillín negro es una especie de arbusto espinoso de la familia Rhamnaceae. Se halla en Sudamérica, endémica de Brasil (Río de Janeiro, Santa Catarina), Bolivia (Tarija), Argentina (Catamarca, Córdoba, Jujuy, Salta, Santiago del Estero, Tucumán).

## Usos
El fruto drupa, a igual que  con los frutos de condalia microphylla (piquillín), se consumen frescos y se hacen con ellos la bebida arrope.

## Taxonomía
Condalia buxifolia fue descrita por Siegfried Reisseck y publicado en Flora Brasiliensis 11(1): 89, pl. 24, f. 5, pl. 28, en el año 1861.